# Frate Sole
Frate Sole er en italiensk stumfilm fra 1918 af Ugo Falena og Mario Corsi.

## Medvirkende
- Rina Calabria
- Silvia Malinverni
- Lucienne Myosa
- Umberto Palmarini
- Bruno Emanuel Palmi